# Café de Sport

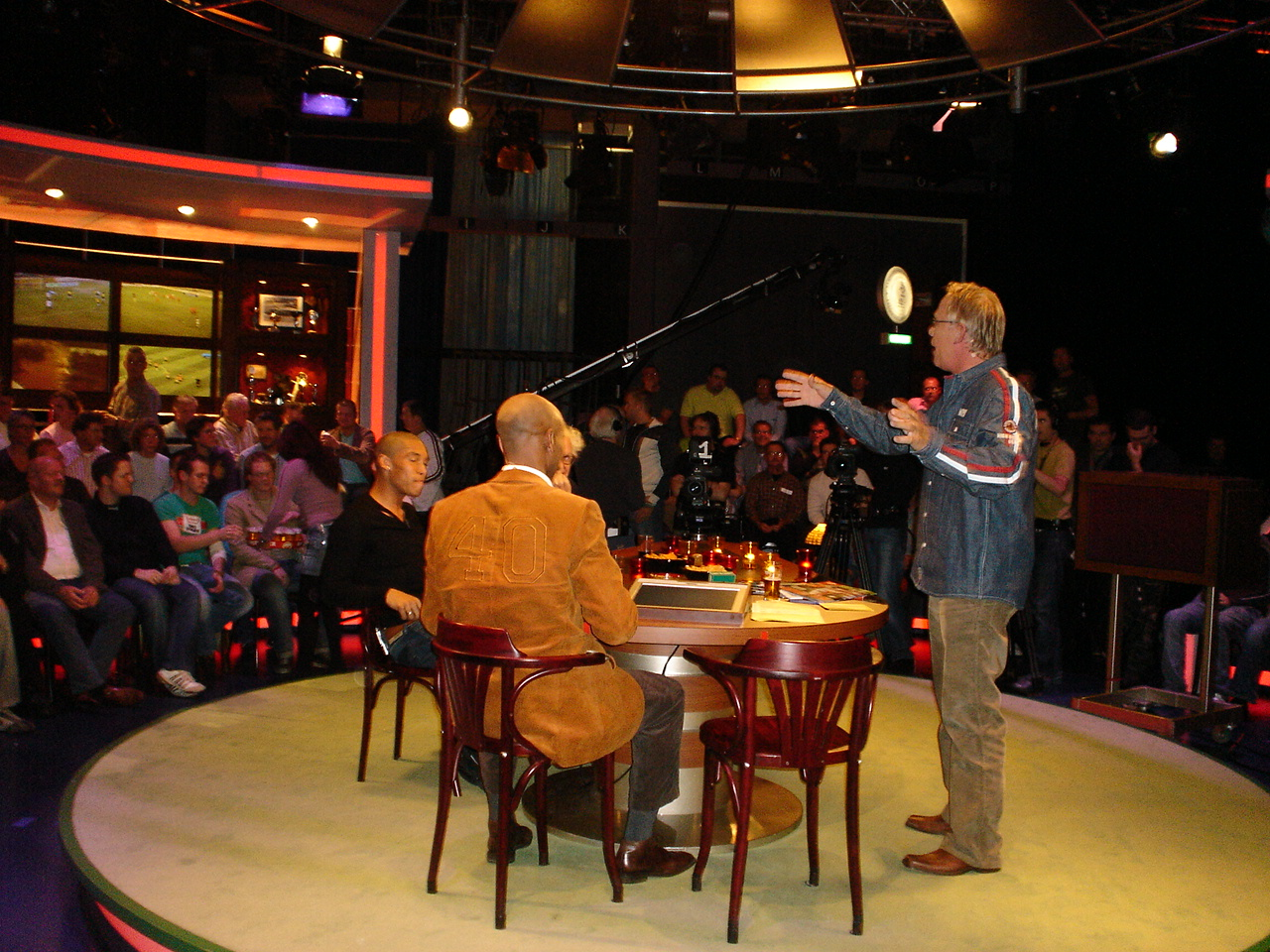
Jack Spijkerman, Humberto Tan, Nigel de Jong en Henk Spaan voorafgaand aan een uitzending

Café de Sport, verwijzend naar een veel voorkomende naam onder Nederlandse cafés, was een journalistiek sportprogramma op de Nederlandse televisiezender Talpa. Het programma werd aanvankelijk gepresenteerd door Humberto Tan en Jack Spijkerman, en was sinds de oprichting van de televisiezender iedere zondag om 22:30 uur op televisie te zien. In het programma werden gasten ontvangen uit de actualiteit rond het betaald voetbal in Nederland. De kijkcijfers van het programma zijn tijdens de eerste maanden van het bestaan van Talpa gegroeid van een kleine 300.000 in september 2005 tot ruim een half miljoen in december.
In januari 2006 verliet Spijkerman het programma om zich meer te richten op andere satirische programma's. De presentatie was daarna in handen van Humberto Tan, met Henk Spaan en Jaap Visser als vaste analisten. De kijkcijfers zijn hierop echter gedaald tot onder 300.000. Tegen het eind van het seizoen lagen de kijkcijfers echter weer boven de 400.000 per uitzending. In het seizoen 2006-2007 keerde het programma echter niet meer terug.
- Eindredactie: Walter de Wit
- Regie: Willem van der Vet / Marco van der Spek
- Redactie: Kiki Bours, Jorn von Glinski, Marius Maurits
- Productieleiding: Martijn van Opstal
- Productie: Kim Franssen
- Stagiair: Juriaan Kuilboer